# Xanthorhoe mikenaria
Xanthorhoe mikenaria är en fjärilsart som beskrevs av Debauche 1938. Xanthorhoe mikenaria ingår i släktet Xanthorhoe och familjen mätare. Inga underarter finns listade i Catalogue of Life.